# Otto Menth
Otto Menth (* 1. Juli 1924 in Rittershausen; † 31. Januar 1979 in Gaukönigshofen) war ein deutscher Landwirt und Politiker (CSU).

## Leben und Beruf
Menth wurde als Sohn eines Landwirtes geboren. Nach dem Besuch der Volksschule absolvierte er eine landwirtschaftliche Lehre im elterlichen Betrieb, durchlief dann ein Praktikum in Niederbayern und bildete sich 1942/43 an den Landwirtschaftsschulen in Würzburg und Bad Neustadt an der Saale fort. 1946 übernahm er den elterlichen Betrieb in Rittershausen. Von 1969 bis 1979 fungierte er als Präsident des Bayerischen Bauernverbandes (BBV) für den Bezirk Unterfranken.

## Abgeordneter
Menth wurde 1952 in den Kreistag des Kreises Ochsenfurt gewählt. Von 1969 bis 1979 war er für die Gruppe Land- und Forstwirtschaft Mitglied des Bayerischen Senates. Dem Deutschen Bundestag gehörte er vom 19. September 1972, als er für den ausgeschiedenen Abgeordneten Georg Ehnes nachrückte, bis zum Ende der Wahlperiode drei Tage später an. Er war über die Landesliste Bayern ins Parlament eingezogen.
Seine Mandatszeit war die zweitkürzeste aller Bundestagsabgeordneten (nach Joachim Gauck, der 1990 nur einen Tag lang Abgeordneter war).

## Ehrungen
- Otto-Menth-Straße in Gaukönigshofen-Rittershausen
- Bayerischer Verdienstorden

| Personendaten    | Personendaten                               |
| ---------------- | ------------------------------------------- |
| NAME             | Menth, Otto                                 |
| KURZBESCHREIBUNG | deutscher Landwirt und Politiker (CSU), MdB |
| GEBURTSDATUM     | 1. Juli 1924                                |
| GEBURTSORT       | Rittershausen                               |
| STERBEDATUM      | 31. Januar 1979                             |
| STERBEORT        | Gaukönigshofen                              |